# Lancair IV

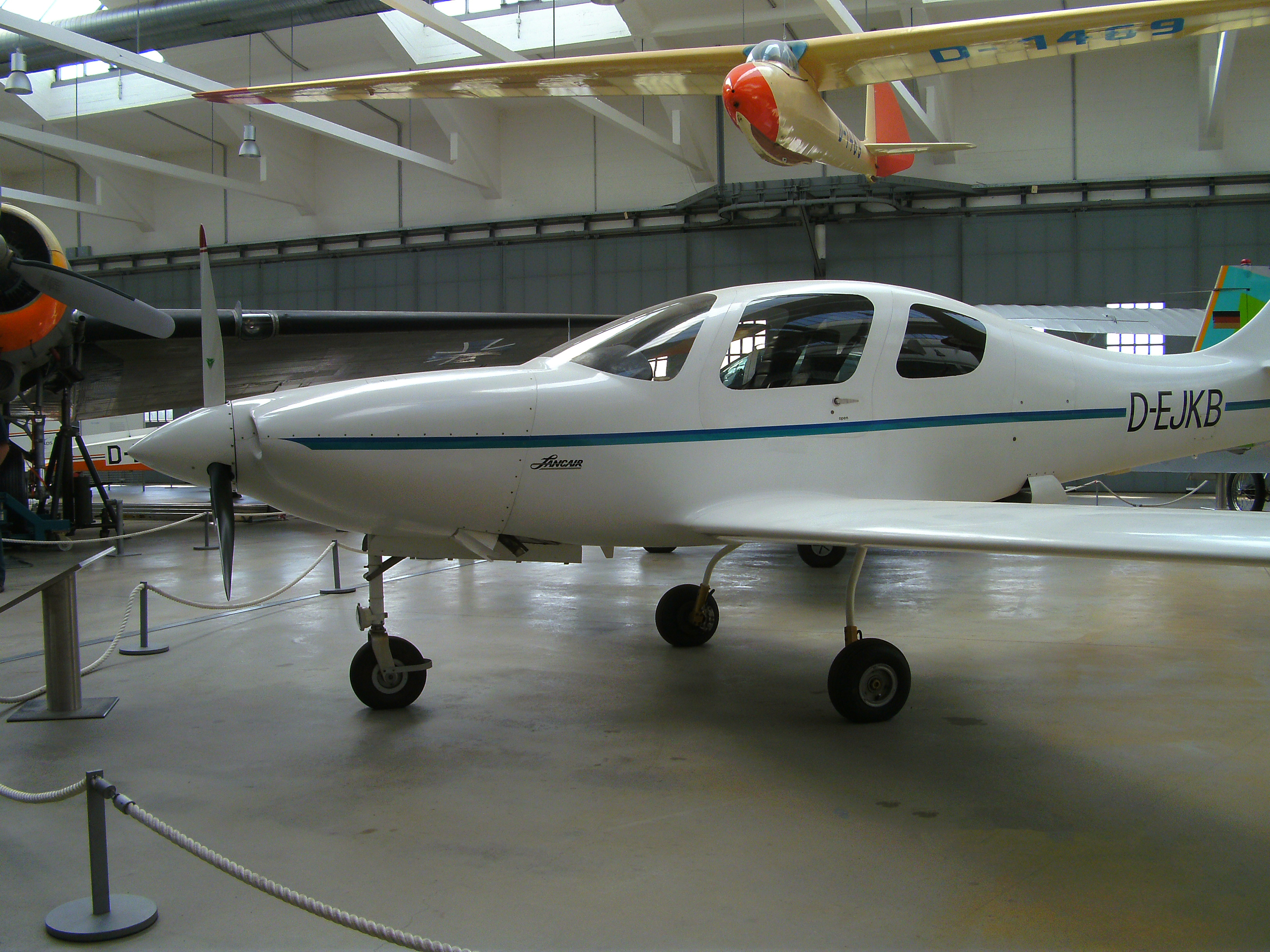
Eine Lancair IV in der Flugwerft Schleißheim

Die Lancair IV ist ein einmotoriges und viersitziges Selbstbauflugzeug des amerikanischen Herstellers Lancair.

## Geschichte
Die Entwicklung des Flugzeuges begann Anfang der 1990er Jahre, nachdem der Prototyp des Vorläufers Lancair 235 schon im Juni 1984 zum Ersten Mal flog. Die Auslieferung der Bausätze der Lancair IV begann 1990. Am 20. Februar 1991 stellte das Muster für seine Klasse einen neuen Geschwindigkeitsweltrekord zwischen San Francisco und Denver mit einem Mittel von 583 km/h auf. 1993 wurde der Preis für einen Bausatz mit 45.900 US-$ angegeben.
Bis 2007 wurden etwa 100 Lancair IV und 225 IV-Ps verkauft.

## Konstruktion
Die Flugzeugzelle in Sandwichbauweise hat Deckschichten aus mit Kohlenstoff- und Aramidfasern („Kevlar“) verstärktem Epoxidharz mit einem Sandwichkern aus Aramid („Nomex“). Flügel und Rumpf wurden für hohe Geschwindigkeit ausgelegt. Bei etwa halber Motorleistung benötigt das Flugzeug nur ca. 10 Liter Treibstoff pro 100 km bei einer Geschwindigkeit von ca. 300 km/h. Die maximale Geschwindigkeit beträgt ca. 530 km/h. Die maximale Reichweite ist 4800 km.

## Versionen
Lancair IV
Standardversion
Lancair IV-P
Version mit Druckkabine
Lancair Propjet
Version mit Druckkabine und Walter oder Pratt & Whitney Canada PT6 Turboprop und einer Höchstgeschwindigkeit von 556 km/h in einer Höhe von 9,140 m.

## Technische Daten
| Lancair IV                           | Daten                                                                              |
| ------------------------------------ | ---------------------------------------------------------------------------------- |
| Besatzung                            | 1                                                                                  |
| Passagiere                           | 3                                                                                  |
| Länge                                | 7,62 m                                                                             |
| Spannweite                           | 9,19 m                                                                             |
| Höhe                                 | 2,44 m                                                                             |
| Flügelfläche                         | 9,10 m²                                                                            |
| Leermasse                            | 794 kg                                                                             |
| max. Startmasse                      | 1315 kg                                                                            |
| Reisegeschwindigkeit (75 % Leistung) | 531 km/h                                                                           |
| Reichweite                           | 2333 km                                                                            |
| Triebwerke                           | 1 × Continental TSIO-550-B1B mit 261 kW (350 PS) Leistung, Tankkapazität 303 Liter |